# Епархия Сан-Жозе-дус-Кампуса
Епархия Сан-Жозе-дус-Кампуса (лат. Dioecesis Sancti Iosephi in Brasilia) — епархия Римско-Католической церкви с центром в городе Сан-Жозе-дус-Кампус, Бразилия. Епархия Сан-Жозе-дус-Кампуса входит в митрополию Апаресиды. Кафедральным собором епархии Сан-Жозе-дус-Кампуса является Собор святого Дисмы.

## История
30 января 1981 года Римский папа Иоанн Павел II издал буллу «Qui in Beati Petri», которой учредил епархию Сан-Жозе-дус-Кампуса, выделив её из епархий Можи-дас-Крузиса и Таубате.

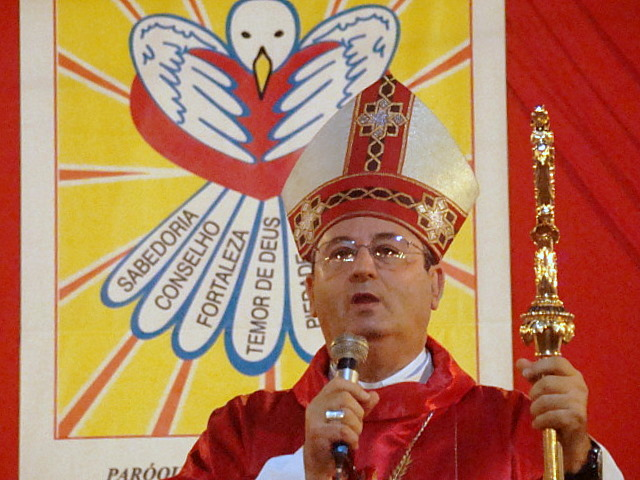
Епископ епархии Жозе Вальмор Сезар Тейшейра

## Ординарии епархии
- епископ Эузебиу Оскар Шейд (11.02.1981 — 23.01.1991), назначен архиепископом Флорианополиса; кардинал с 21 октября 2003 года
- епископ José Nelson Westrupp (11.05.1991 — 1.10.2003), назначен епископом Санту-Андре
- епископ Moacir Silva (11.12.2004 — 24.04.2013), назначен архиепископом Рибейран-Прету
- епископ José Valmor César Teixeira (с 20.03.2014)

## Источник
- Annuario Pontificio, Ватикан, 2005
- Булла Qui in Beati Petri  (лат.)